# ۳۴۴ (قمری)
۳۴۴ (قمری)، سیصد و چهل و چهارمین سال در گاهشماری هجری قمری است. اول محرم این سال برابر با دوم مه سال ۹۵۵ میلادی است.